# Reginald Hill
Pour les articles homonymes, voir Hill et Underhill (homonymie).
Reginald Charles Hill, né le 3 avril 1936 à West Hartlepool, dans le comté de Durham, et mort le 12 janvier 2012 à Ravenglass, dans le comté de Cumbria, est un romancier et nouvelliste britannique, spécialisé dans le roman policier.

## Biographie
Diplômé d'Oxford, il enseigne la littérature dans un collège de Doncaster de 1962 à 1967, puis devient maître de conférences de 1967 à 1981, année où il décide de se consacrer uniquement à l'écriture. Dès son enfance, la mère de Reginald Hill, dévore les romans policiers et lui donne du goût pour ce genre, dont il cultivera la lecture en parallèle de celle des chefs-d'œuvre de la littérature. Aussi, dans chacun de ses propres whodunit, Hill multiplie souvent les références à de célèbres auteurs, voire à de grands mythes de l'Antiquité, offrant même parfois de véritables pastiches policiers de textes classiques. À l'occasion, il insère le surnaturel dans ses policiers avec des histoires de fantômes ou des éléments totalement fantaisistes.
Il amorce la publication de romans policiers dès 1970 par Une femme trop sociable (A Clubabble Woman), où apparaissent ses deux héros récurrents, les détectives Andrew Dalziel et Peter Pascoe de la police du Yorkshire. Andrew Dalziel, vieux superintendant expérimenté et obèse, est un grossier personnage, mais il est imbattable en matière de déduction. Son adjoint, le jeune et sympathique Peter Pascoe, qui sort tout juste de l'école de police lorsqu'il est affecté au service de Dalziel, accepte les frasques de son supérieur et démontre lui-même de brillantes qualités d'enquêteur. Ce tandem improbable devient bientôt un trio lorsque se joint à eux le sergent Edgar Wield à l'homosexualité notoire… La série, qui compte une vingtaine de romans et quelques nouvelles, offre toutes les apparences du whodunit classique, mais s'en éloigne résolument par la part dévolue au sexe, à l'humour incisif et aux situations cocasses, voire totalement absurdes.
En 1993, Reginald Hill crée le personnage de Joe Sixsmith, un ouvrier noir devenu détective privé, héros de quelques enquêtes qu'il parvient à embrouiller au lieu de les démêler.
En 1995, Hill reçoit le trophée Cartier Diamond Dagger for Lifetime Achievement, décerné par la Crime Writers' Association.
Il meurt d'une tumeur au cerveau en 2012.
Ses enquêteurs Dalziel et Pascoe ont donné lieu à la série télévisée britannique Inspecteurs associés (Dalziel and Pascoe, 1996-2007). Warren Clarke et Colin Buchanan y incarnent respectivement Andy Dalziel et Peter Pascoe.

## Œuvre

### Romans

#### SérieDalziel et Pascoe
1. A Clubbable Woman (1970) Publié en français sous le titre Une femme trop sociable, Paris, Librairie des Champs-Élysées, coll. Le Masque no 2358, 1998
2. An Advancement of Learning (1971) Publié en français sous le titre Leçons de meurtre, Paris, Librairie des Champs-Élysées, coll. Le Masque no 2267, 1996
3. Ruling Passion (1973) Publié en français sous le titre Une passion dévorante, Paris, Librairie des Champs-Élysées, coll. Le Masque no 2444, 2000
4. An April Shroud (1975) Publié en français sous le titre Un printemps meurtrier, Paris, Librairie des Champs-Élysées, coll. Le Masque no 2393, 1998
5. A Pinch of Snuff (1978) Publié en français sous le titre Pour adultes, avec réserves, Paris, Librairie des Champs-Élysées, coll. Le Masque no 2145, 1993
6. A Killing Kindness (1980) Publié en français sous le titre Des douceurs assassines, Paris, Librairie des Champs-Élysées, coll. Le Masque no 2064, 1992
7. Deadheads (1983) Publié en français sous le titre La Vie en roses, Paris, Librairie des Champs-Élysées, coll. Le Masque no 2121, 1992
8. Exit Lines (1984)
9. Child's Play (1987) Publié en français sous le titre Un amour d'enfant, Paris, Librairie des Champs-Élysées, coll. Le Masque no 2055, 1991
10. Underworld (1988)
11. Bones and Silence (1990) Publié en français sous le titre Le Partage des os, Paris, Librairie des Champs-Élysées, coll. Le Masque no 2080, 1992
12. One Small Step (1990), court roman
13. Recalled to Life (1992) Publié en français sous le titre Retour vers le présent, Paris, Librairie des Champs-Élysées, coll. Le Masque no 2163, 1994
14. Pictures of Perfection (1994) Publié en français sous le titre Un si joli tableau, Paris, Librairie des Champs-Élysées, coll. Le Masque no 2235, 1995
15. The Wood Beyond (1995) Publié en français sous le titre Au bois mourant, Paris, Librairie des Champs-Élysées, coll. Le Masque no 2319, 1997
16. On Beulah Height (1998) Publié en français sous le titre Les Chemins de l'enfer, Paris, Librairie des Champs-Élysées, coll. Thriller, 1999 ; réédition, Paris, Le Livre de poche no 17153, 2000
17. Arms and the Women (1999) Publié en français sous le titre Sœurs d'armes : une Illiade, Paris, Éditions du Masque, coll. Grands Formats, 2004
18. Dialogues of the Dead (2002) Publié en français sous le titre Dialogues des morts, Paris, Éditions du Masque, coll. Grands Formats, 2006
19. Death's Jest-Book (2003)
20. Good Morning Midnight (2004) Publié en français sous le titre Suicides en famille, Paris, Éditions du Masque, coll. Grands Formats, 2007
21. The Death of Dalziel ou Death Comes for the Fat Man [USA] (2007)
22. A Cure for All Diseases ou The Price of Butcher's Meat [USA] (2008)
23. Midnight Fugue (2009)

#### SérieJoe Sixsmith
- Blood Sympathy (1993) Publié en français sous le titre Dur, dur d'être privé, Paris, Librairie des Champs-Élysées, coll. Le Masque no 2249, 1995
- Born Guilty (1995) Publié en français sous le titre Coupable né, Paris, Librairie des Champs-Élysées, coll. Le Masque no 2404, 1999
- Killing the Lawyers (1997) Publié en français sous le titre Des conseils à viser, Paris, Librairie des Champs-Élysées, coll. Le Masque no 2473, 2003
- Singing the Sadness (1999) Publié en français sous le titre La Mélodie du malheur, Paris, Librairie des Champs-Élysées, coll. Le Masque no 2467, 2002
- The Roar of the Butterflies (2008)

#### Autres romans
- Fell of Dark (1971)
- A Fairly Dangerous Thing (1972) Publié en français sous le titre Les Seins mènent en enfer, Paris, Librairie des Champs-Élysées, coll. Le Masque no 2192, 1994
- A Very Good Hater (1974)
- Another Death in Venice (1976)
- The Spy's Wife (1980)
- Who Guards a Prince ? (1982)
- Traitor's Blood (1983)
- Guardians of the Prince (1983)
- No Man's Land (1985)
- The Collaborators (1987) Publié en français sous le titre Les Collaborateurs, Paris, Londreys, coll. Alysés, 1988
- Brother's Keeper (1992)
- The Stranger House (2005)
- The Woodcutter (2010)

#### Signés Patrick Ruell
- The Castle of the Demon ou The Turning of the Tide (1971)
- Red Christmas (1972)
- Death Takes a Low Road ou The Low Road (1974)
- Beyond the Bone ou Urn Burial (1975)
- The Long Kill (1986)
- Death of a Dormouse (1987) Publié en français sous le titre C'est veuve et ça ne sait pas, Paris, Librairie des Champs-Élysées, coll. Le Masque no 2090, 1992

Note : Roman signé Reginald Hill en France
- Dream of Darkness (1989)
- The Only Game (1993)

#### Signés Dick Morland
- Heart Clock (1973)
- Albion! Albion! (1974)

#### Signés Charles Underhill
- Captain Fantom (1978)
- The Forging of Fantom (1979)

### Recueils de nouvelles
- Pascoe's Ghost and Other Brief Chronicles of Crime (1979)

1. Pascoe's Ghost (une nouvelle de la série Dalziel et Pascoe)
2. The Trunk in the Attic
3. The Rio de Janeiro Paper
4. Threatened Species
5. Snowball
6. Exit Line
7. Dalziel's Ghost (une nouvelle de le série Dalziel et Pascoe)

- There Are No Ghosts in the Soviet Union and Other Stories (1987)

1. There Are No Ghosts in the Soviet Union
2. Bring Back the Cat! (une nouvelle de la série Joe Sixsmith) Publié en français sous le titre Ramenez le chat !, Paris, Éditions du Masque, Hors-collection, 2005
3. Poor Emma
4. Auteur Theory (une nouvelle de la série Dalziel et Pascoe)
5. The Bull Ring
6. Crowded Hour

- Brother's Keeper (1992)
- Asking for the Moon (1996), nouvelles de la série Dalziel et Pascoe

1. The Last National Service Man
2. Pascoe's Ghost
3. Dalziel's Ghost
4. One Small Step

## Prix et distinctions
- Prix du roman d'aventures 1991 pour Un amour d'enfant[2]
- Cartier Diamond Dagger 1995 pour l'ensemble de son œuvre, décerné par la Crime Writers' Association[3]
- Prix Palle-Rosenkrantz 1997
- Prix Barry 1999 pour Les Chemins de l'enfer (On Beulah Height)[4]
- Prix Barry 2011 pour The Woodcutter[4]

## Adaptations à la télévision
- 1993 : The Last Hit, téléfilm américain réalisé par Jan Egleson, d'après le roman The Long Kill signé Patrick Ruell, avec Bryan Brown, Brooke Adams et Harris Yulin
- 1994 : A Pinch of Snuff, téléfilm britannique réalisé par Sandy Johnson, d'après le roman éponyme, avec Gareth Hale, Norman Pace et Christopher Fairbank
- 1996-2007 : Inspecteurs associés (Dalziel and Pascoe), d'après les romans et les personnages de la série, avec Warren Clarke dans le rôle d'Andy Dalziel, et Colin Buchanan dans celui de Peter Pascoe

## Source
- Claude Mesplède (dir.), Dictionnaire des littératures policières, vol. 1 : A - I, Nantes, Joseph K, coll. « Temps noir », 2007, 1054 p. (ISBN 978-2-910-68644-4, OCLC 315873251), p. 968-969.